# Frank DeVito
Frank A. DeVito (* 14. August 1930 in Utica) ist ein US-amerikanischer Jazz- und Studiomusiker (Schlagzeug).

## Leben und Wirken
DeVito, der Unterricht an der Brooklyn School of Music bei Jim Chapin nahm, begann seine Musikerkarriere Ende der 1940er-Jahre in New York; erste Aufnahmen entstanden mit Ben Ventura & The Bop City Five. In den folgenden Jahren arbeitete er in den Bands von Buddy DeFranco und Hal McIntyre, um dann nach Los Angeles zu ziehen, wo er bei Aufnahmen von Terry Pollard,  Jerry Vaughan und Julius Wechter mitwirkte. Mit Buddy DeFranco, Marty Paich Howard Roberts und Ralph Peña trat er in der TV-Sendung Stars of Stars auf, ebenso mit der Sängerin Lucy Ann Polk. Mit Buddy DeFrancos Band begleitete er auch Helen Forrest; zudem wirkte er am Album Pacific Standard (Swingin') Time (Brunswick 1960) des Buddy DeFranco Tommy Gumina Quartet mit.
In den 1960er-Jahren spielte DeVito bei Steve Allen/Terry Gibbs und bei Stan Kenton, in den 1990er-Jahren im Joe Pass-Tommy Gumina Trio. Im Laufe seiner Karriere trat er auch mit Künstlern wie Bob Astor, Billie Holiday, The Mills Brothers, Oscar Pettiford, Lee Konitz, Charlie Parker, Stan Getz, Horace Silver und Dizzy Gillespie auf. Im Bereich des Jazz war er laut Tom Lord zwischen 1949 und 2005 an 23 Aufnahmesessions beteiligt, zuletzt bei Tracy Wells and His Big Band.
Als Studiomusiker war DeVito auch an Aufnahmen von Elvis Presley, The Monkees, Dick Dale, Del Shannon, Sam Cooke, Phil Spector und Frank Sinatra beteiligt. DeVito hat nach eigenen Angaben auch das Schlagzeug in „Surfin’ U.S.A.“ der Beach Boys gespielt, doch weist das Aufnahmeprotokoll Dennis Wilson als Schlagzeuger aus.